# Ribautia proxima
Ribautia proxima är en mångfotingart som beskrevs av Pereira, Minelli och Paolo Barbieri 1995. Ribautia proxima ingår i släktet Ribautia och familjen storjordkrypare. Inga underarter finns listade i Catalogue of Life.